# Vivey
Vivey ist eine französische Gemeinde mit 51 Einwohnern (Stand 1. Januar 2022) im Département Haute-Marne in der Region Grand Est. Sie gehört zum Arrondissement Langres und zum Kanton Villegusien-le-Lac.

## Geografie
Vivey liegt auf dem Plateau von Langres, das die Wasserscheide zwischen Mittelmeer und Ärmelkanal bildet: Südlich entspringt die Tille, die über die Saône in die Rhône fließt, während westlich die Ource sowie nordöstlich die Aube entspringen, die beide in die Seine münden. Der 485 m hohe Mont Fessiot dominiert das Dorf. Südlich des Ortskerns befinden sich an der Route départementale D 129 die „weinenden Felsen“, an denen Wasser aus einem in den Stein gegrabenen Hohlraum tritt. Nördlich befindet sich die 2004 begründete und gut 2,3 km² große Réserve biologique intégrale du Bois des Roncés. Ein kleiner Teil dieses Naturwaldreservats liegt auf dem Gebiet der Gemeinde Auberive.
Vivey liegt am Fernwanderweg Sentier de grande randonnée GR 7.
Vivey ist umgeben von folgenden Nachbargemeinden:
|                   | Auberive                                    |         |
| Villars-Santenoge | Kompassrose, die auf Nachbargemeinden zeigt | Praslay |
|                   | Vals-des-Tilles                             |         |

## Geschichte
Die Grundherrschaft übte bis ins 14. Jahrhundert die Familie Grancey aus, bis sie zur Familie Duval überging.
Bevölkerungsentwicklung
| Jahr                       | 1962 | 1968 | 1975 | 1982 | 1990 | 1999 | 2008 | 2019 |
| -------------------------- | ---- | ---- | ---- | ---- | ---- | ---- | ---- | ---- |
| Einwohner                  | 102  | 72   | 52   | 58   | 46   | 54   | 59   | 52   |
| Quellen: Cassini und INSEE |      |      |      |      |      |      |      |      |

## Sehenswürdigkeiten

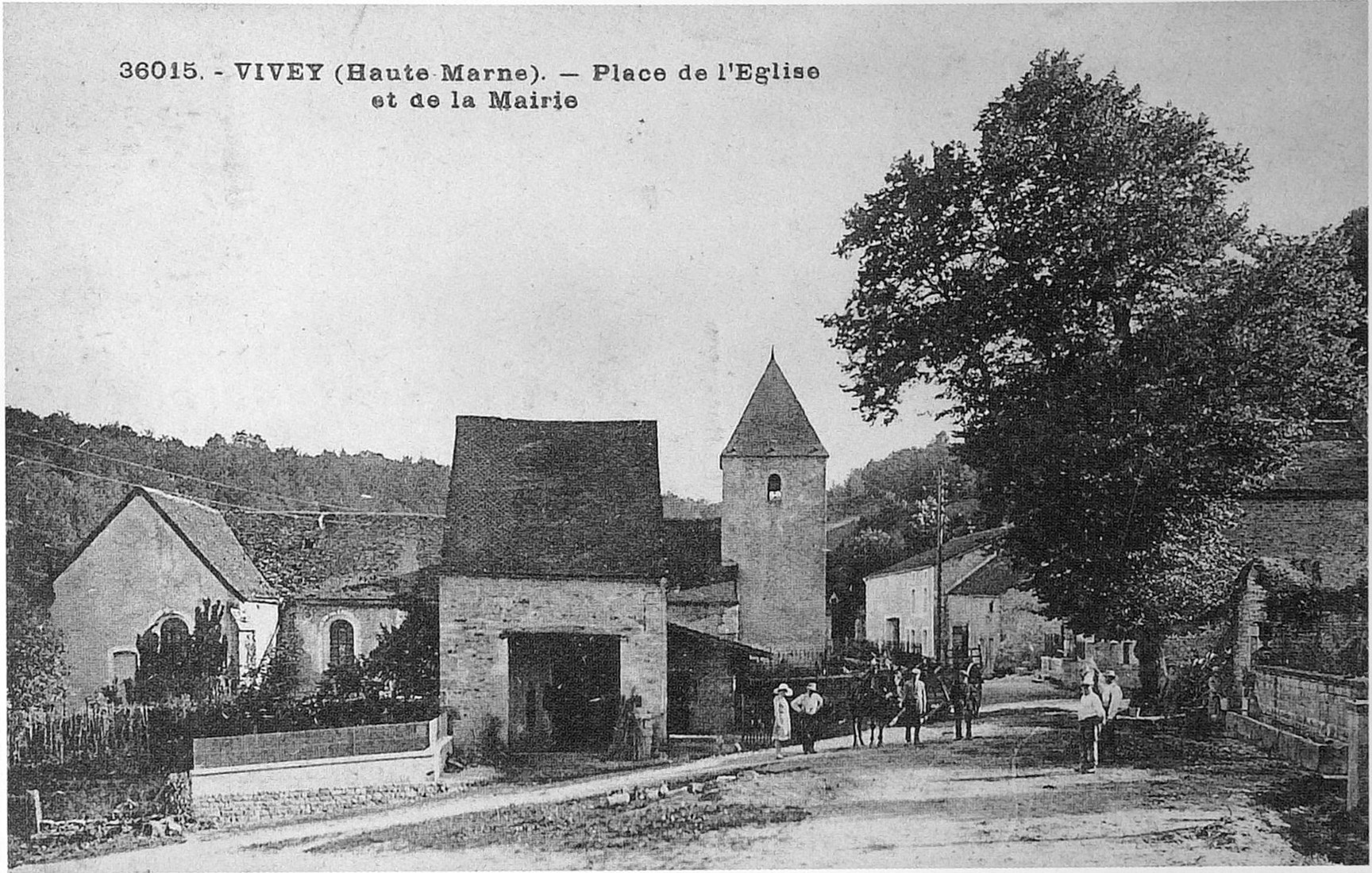
Ansicht des Ortes mit Kirche, Anfang des 20. Jahrhunderts

In Vivey steht die Pfarrkirche Notre-Dame-de-la-Nativité, eine Mariä-Geburt-Kirche, die bis 1863 eine Zweigstelle der Gemeinde in Praslay war. Sie wird auf das 13. Jahrhundert datiert, wurde aber später umfangreich umgestaltet. Turm, Gewölbe und Öffnungen wurden wohl Ende des 18. Jahrhunderts oder im frühen 19. Jahrhundert modernisiert. Zwei Statuen und zwei Altare sind in der Base Palissy für bewegliche Kulturgüter verzeichnet. Ein 2,60 m hohes Kreuz aus dem 15. Jahrhundert vor der Apsis ist in der Base Mérimée für Baudenkmäler verzeichnet, mit Sockel ist es knapp 5 m hoch.

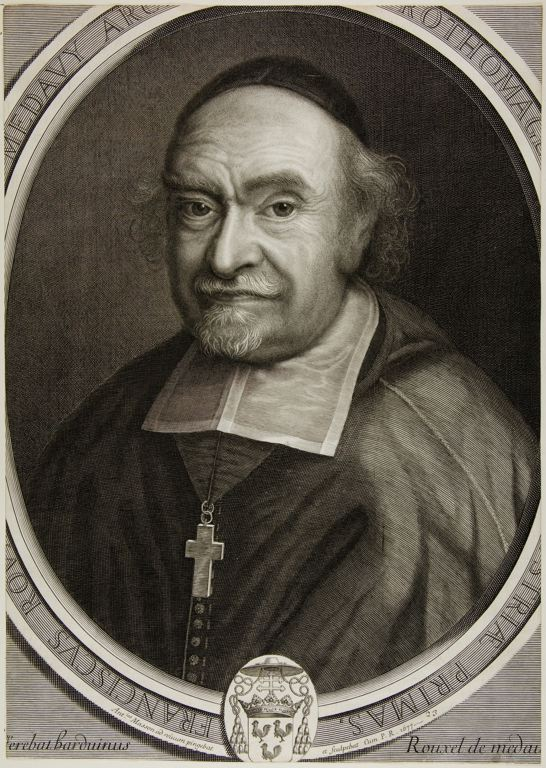
François Rouxel de Médavy

Östlich der Kirche steht das in einem Park gelegene Château de Vivey. Das Schloss ließ der aus Grancey-le-Château-Neuvelle stammende François Rouxel de Médavy (1604–1691) im 17. Jahrhundert erbauen. Zwischenzeitlich wurde es als Hotel-Restaurant Le Relais du Lys genutzt, inzwischen steht es leer.
Nördlich der Kirche befindet sich ein 1990 renoviertes Lavoir, das an das Leben im 19. Jahrhundert erinnert.